# Txarango
I Txarango sono stati un gruppo musicale catalano, fondato a Barcellona nel 2007 e attivo fino al 2021.

## Storia del gruppo

### Primi anni (2007-2009)
Nel 2006, il cantante Alguer Miquel, il chitarrista Marcel Lázara (Tito) ed il tastierista Sergi Carbonell (Hipi) condividono un appartamento nel Barri Gòtic a Barcellona.
Nel 2007, il trio dà vita al gruppo Txarangö, scritto con la dieresi sulla "o". Il nome proviene dal charango, strumento a corde tipico dell'America meridionale. Il gruppo si esibisce in concerti in giro per la Catalogna e partecipa alla registrazione del primo album de La Pegatina, Al carrer!.

### Welcome to Clownia(2010-2011)
Dopo alcune parentesi in diversi progetti musicali come i Vall Folk Ska, nel 2010 i tre danno finalmente vita ai Txarango. La prima formazione è composta da Alguer Miquel alla voce, Marcel Lázara alla chitarra e alla voce, Sergi Carbonell al pianoforte, Joaquim Canals alla batteria ed Àlex Pujols al basso, a cui si aggiungono Miquel Rojo alla tromba, Pau Puig alle percussioni e Ivan López al sassofono tenore.
Il 12 ottobre 2010 viene pubblicato il primo singolo Welcome to Clownia, contenente due brani: Nits amb Txarango e Vola. Alla pubblicazione del singolo segue il tour omonimo, che li porta ad esibirsi in vari festival spagnoli.

### Benvinguts al llarg viatge(2012-2013)
Nel 2012 viene pubblicato il primo album in studio, Benvinguts al llarg viatge. Le tracce sono state messe a disposizione per il download gratuito sul sito ufficiale del gruppo a partire dal 16 febbraio 2012, mentre l'edizione fisica è stata messa sul mercato il 18 aprile dello stesso anno tramite l'etichetta catalana DiscMedi, andando a coincidere con la presentazione ufficiale del disco, avvenuta alla sala Apolo di Barcellona. L'album vede le collaborazioni de La Pegatina, Joan Garriga (La Troba Kung-Fú), Bongo Botrako, Yacine & The Oriental Groove, Strombers, Gertrudis e Cesk Freixas. Alla pubblicazione del disco segue un tour omonimo che porta il gruppo a varcare i confini nazionali con concerti in Francia e in Belgio. A seguito della registrazione del disco, il trombettista Miquel Rojo abbandona il gruppo per incompatibilità con altri progetti musicali e viene sostituito da Jordi Barnola.
Nel 2013 viene organizzato il tour Music and Revolution, che li porta a suonare non soltanto in Spagna, ma anche in Francia, in Italia, in Germania, in Belgio, nei Paesi Bassi, in Danimarca ed in Inghilterra.

### Som Riu(2014-2016)
Il 18 marzo 2014 viene pubblicato il secondo album in studio dei Txarango, intitolato Som Riu. Il disco viene reso disponibile per il download gratuito sul sito del gruppo. Per presentare il disco al pubblico, il gruppo organizza un nuovo festival musicale, battezzato Clownia e celebrato a Sant Joan de les Abadesses durante i giorni 2 e 3 maggio 2014.
L'album entra nella classifica settimanale degli album più venduti in Spagna, occupandone la ventunesima posizione. Il tour internazionale che segue la pubblicazione del disco, dal nome La Tempesta, li porta a suonare in Portogallo, Francia, Belgio, Germania, Austria, Svezia e Stati Uniti. Nel novembre di quell'anno suonano a Caparan, un villaggio senegalese dove il gruppo mostra l'intenzione di costruire un centro culturale per dinamizzarne le attività.
Nel 2015 il tour La vuelta al mundo li porta a suonare in Europa, Messico, Cina e Giappone. Lo stesso anno, il gruppo si è esibito assieme ad artisti di circo in scuole e insediamenti di rifugiati palestinesi nelle città di Nablus, Ramallah, Bir Zeit e Gerusalemme.
Ad ottobre 2015, il gruppo annuncia su Facebook che Marcel Lázara, uno dei membri fondatori, abbandona il gruppo per vivere altre esperienze.
Nel 2016 il gruppo si prende una pausa dai concerti per recarsi in Gambia ed in Senegal al fine di poter inaugurare il centro culturale di Caparan. Nel maggio dello stesso anno, a seguito della crisi europea dei migranti, il gruppo decide di andare a suonare nel campo profughi di Idomeni.

### El cor de la terra(2017-2019)
Il 14 marzo 2017 viene pubblicato il singolo Una lluna a l'aigua, che anticipa il terzo album in studio El cor de la terra, pubblicato il 26 marzo dello stesso anno. Durante la lavorazione del disco si uniscono al gruppo tre nuovi membri: il percussionista Joan Palà, il chitarrista Pau Castellví ed il cantante Sisco Romero. Il 50% dei diritti generati dai brani dell'album è ceduto a 14 collettivi, uno per ogni traccia. Il disco raggiunge la quinta posizione nella classifica settimanale degli album più venduti in Spagna. Il tour omonimo di presentazione dell'album percorre l'Europa, il Giappone, la Turchia, la Colombia e l'India.
Il 3 settembre 2017 esce il singolo Agafant l'horitzó, realizzato in collaborazione con altri artisti per il sostenere il "sì" al referendum sull'indipendenza della Catalogna del 1 ottobre.
Nel 2018 il gruppo si esibisce in un tour europeo battezzato Freedom.

### De vent i ales(2020)
Il 19 giugno 2020 viene pubblicato il quarto e ultimo album in studio dei Txarango, De vent i ales. Il disco è stato anticipato da un documentario caricato sul canale YouTube del gruppo che include frammenti di nove delle sedici canzoni che lo compongono. Nel documentario si possono vedere le immagini dei viaggi e degli scenari ispiratori del disco, in cui il gruppo spiega che le nuove canzoni nascono da esperienze come dormire ai piedi del Monte Fuji, correre bagnati sotto la pioggia sulle montagne al nord della Colombia, percorrere la rotta balcanica delle migrazioni a fianco di persone alla ricerca di un rifugio o camminare nel deserto pieno di mine nei campi profughi Sahrawi. Il disco riscuote un buon successo commerciale, arrivando a raggiungere la quarta posizione nella classifica settimanale degli album più venduti in Spagna.
A seguito della pubblicazione del disco era previsto un tour di circa quaranta concerti realizzati all'interno di tendoni da circo, annullato a causa della pandemia di COVID-19. Stando alle dichiarazioni dei membri del gruppo, la cancellazione non è da imputare solamente alla pandemia e alla complessità tecnica del tour, ma anche e soprattutto all'assenza di misure concrete per la musica dal vivo da parte delle autorità competenti.

### El gran balle scioglimento (2021)
Il 14 giugno 2021 viene pubblicato El gran ball, una raccolta contenente nuove versioni di brani già presenti nella discografia dei Txarango realizzate in collaborazione con oltre cinquanta artisti. L'album entra nella classifica settimanale degli album più venduti in Spagna, raggiungendone la quarantacinquesima posizione.
Il 7 ottobre 2021 i Txarango annunciano ufficialmente il loro scioglimento con un comunicato pubblicato sul loro sito ufficiale.

## Formazione

### Ultima
- Alguer Miquel – voce (2007-2021)
- Sergi Carbonell "Hipi" – tastiere (2007-2021)
- Joaquim Canals – batteria (2010-2021)
- Àlex Pujols – basso (2010-2021)
- Pau Puig – percussioni (2010-2021)
- Jordi Barnola – tromba (2012-2021)
- Ivan López – sassofono tenore (2010-2021)
- Joan Palá – percussioni (2017-2021)
- Pau Castellví – chitarra (2017-2021)
- Sisco Romero – cori (2017-2021)

### Ex componenti
- Marcel Lázara "Tito" – chitarra, cori (2007-2015)
- Miquel Rojo – tromba (2010-2012)
- Xavi Casas – sassofono contralto

## Discografia
Album in studio
- 2012 – Benvinguts al llarg viatge
- 2014 – Som riu
- 2017 – El cor de la Terra
- 2020 – De vent i ales

Raccolte
- 2021 – El gran ball

## Tournée
- 2010-2011 – Welcome to Clownia
- 2012-2013 – Benvinguts al llarg viatge
- 2013 – Music and Revolution
- 2014 – La tempesta
- 2015-2016 – La vuelta al mundo
- 2017 – El cor de la Terra
- 2018 – Freedom Tour

## Riconoscimenti
Enderrock Awards
- 2013 – Miglior disco pop rock (Benvinguts al llarg viatge)
- 2013 – Miglior live pop rock
- 2015 – Miglior disco pop rock (Som riu)
- 2015 – Miglior artista
- 2015 – Miglior live
- 2015 – Miglior testo di canzone in catalano (Compta amb mi)
- 2016 – Miglior live
- 2018 – Miglior disco pop rock (El cor de la Terra)
- 2018 – Miglior canzone pop rock (Una lluna a l'aigua)
- 2018 – Miglior artista
- 2018 – Miglior live
- 2019 – Miglior live
- 2021 – Miglior disco pop rock (De vent i ales)